# Keokee, Virginia
Keokee, Virginia (енгл. Keokee) насељено је место без административног статуса у америчкој савезној држави Вирџинија.

## Демографија
По попису из 2010. године број становника је 416, што је 100 (31,6%) становника више него 2000. године.
| Група             | 2000.       | 2010.       |
| Белци             | 308 (97,5%) | 409 (98,3%) |
| Афроамериканци    | 0 (0,0%)    | 2 (0,5%)    |
| Азијати           | 0 (0,0%)    | 0 (0,0%)    |
| Хиспаноамериканци | 3 (0,9%)    | 3 (0,7%)    |
| Укупно            | 316         | 416         |